# Francisco Garcés
Francisco Hermenegildo Tomás Garcés (Morata de Jalón (Valdejalón), 12 avril 1738 - Fort Yuma (Sonora), Nouvelle-Espagne, 18 juillet 1781) est un missionnaire franciscain et explorateur espagnol.

## Biographie

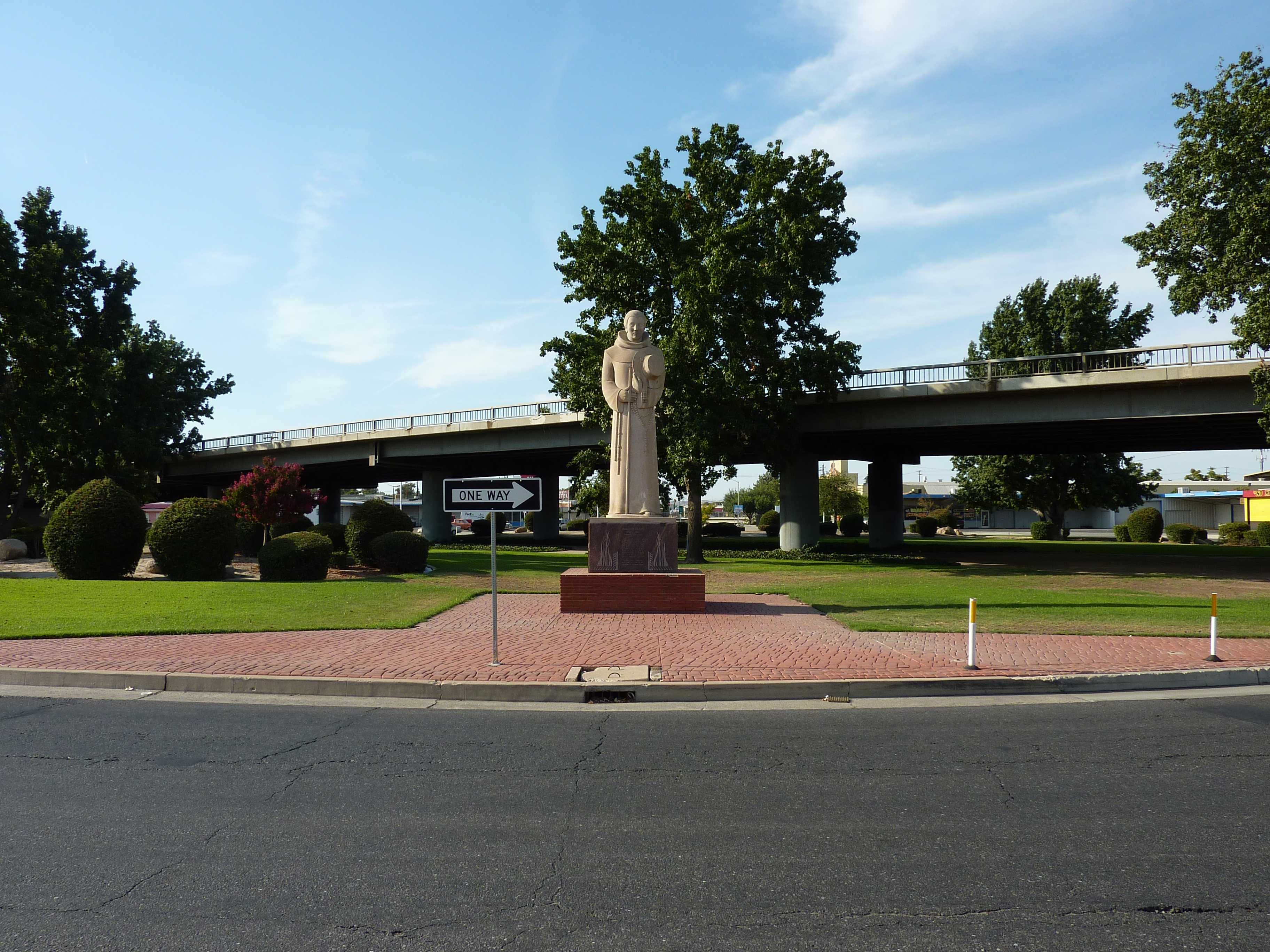
Statue en hommage à Francisco Garcés au à Bakersfield.

Entré chez les Franciscains en 1758, ordonné en 1763, il est envoyé au collège Querétaro de Santa Cruz (Mexique). Au moment de l'expulsion des Jésuites, la mission San Xavier del Bac (aujourd'hui Tucson) lui est confiée.
Il mène alors des expéditions dans le désert des Mojaves, dans le Nord de l'Arizona et en Californie du Sud. La plus célèbre est celle effectuée avec Juan Bautista de Anza en 1774. Il a en outre donné son nom au fleuve Colorado.
Nommé à la mission du Quechan (1779), il est massacré lors de la révolte indienne de juillet 1781 avec tous les membres de la colonie. Ils sont déclarés martyrs par l'Église catholique.
Il est inhumé à la mission San Pedro y San Pablo del Tubutama.
Son procès en canonisation est actuellement en cours.